# 南站街道 (南昌市)
南站街道，是中华人民共和国江西省南昌市西湖区下辖的一个乡镇级行政单位。

## 行政区划
南站街道下辖以下地区：
二七南路社区、洛阳路社区、广场南路社区、站前路社区、站南巷社区、井岗山大道社区、解放西路西社区、铁路第一家委会、铁路第二家委会和铁路第五家委会。

## 交通
- 京九铁路、昌九城际线、昌赣客运专线：南昌站